# Flemming Rose

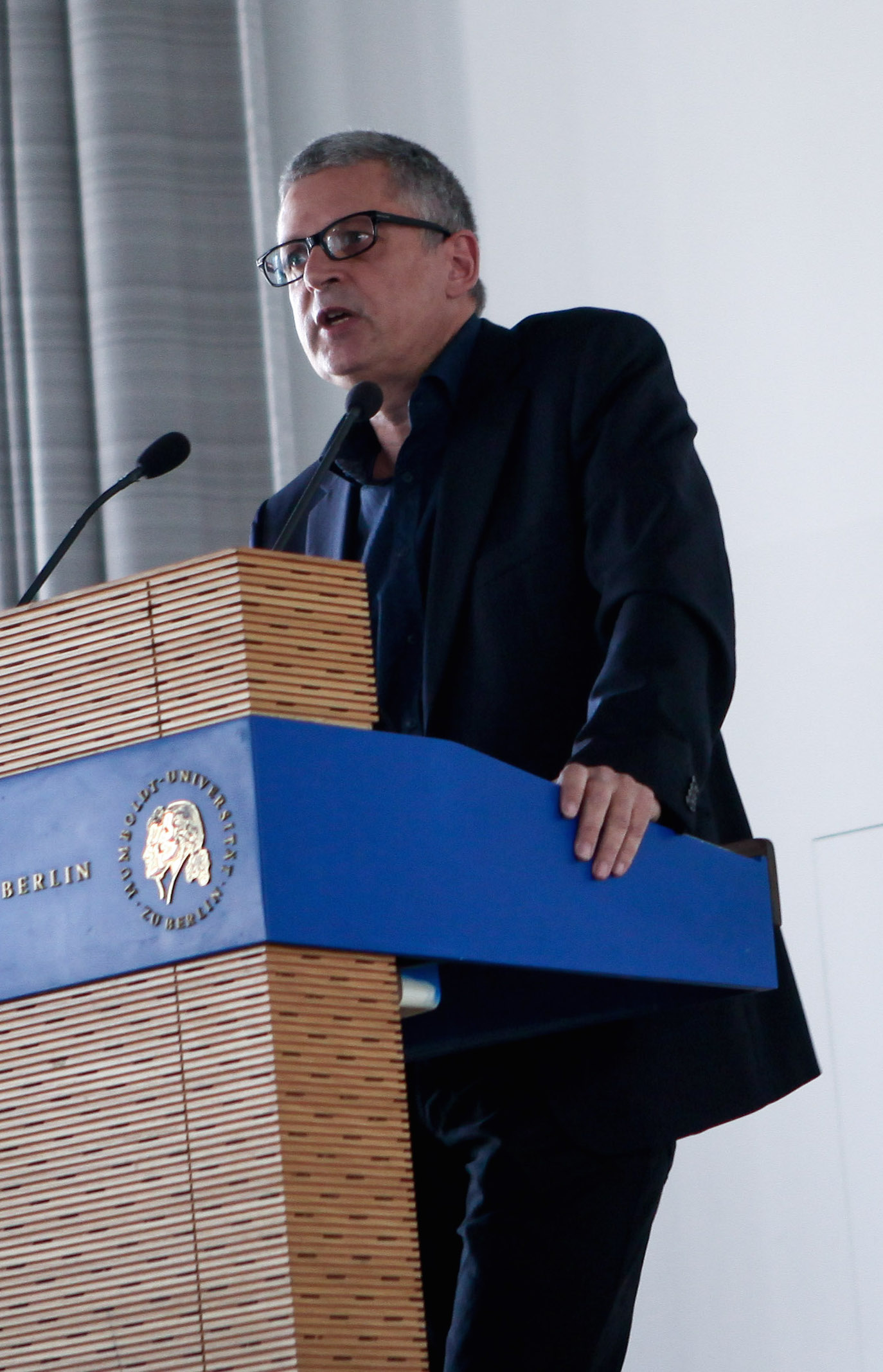
Flemming Rose (2015)

Flemming Rose (geboren am 11. März 1958) ist ein dänischer Journalist, Sachbuchautor und Übersetzer von russischen Romanen und Sachbüchern, der für die dänische Tageszeitung Jyllands-Posten arbeitet. Internationale Bekanntheit erlangte Rose im Zusammenhang mit der Veröffentlichung der Mohammed-Karikaturen in der Jyllands-Posten.

## Leben
Rose wuchs mit seinen beiden Geschwistern in Kopenhagen auf. Sein Vater verließ die Familie als Rose ein kleiner Junge war. Die Familie war zeitweise obdachlos. Er studierte an der Universität Kopenhagen Russische Sprache und Literatur. Rose betätigte sich als Übersetzer für sowjetische Flüchtlinge in Dänemark. Seit den frühen 1980er Jahren arbeitete Rose als Korrespondent in der Sowjetunion. Von 1990 bis 1996 arbeitete er als Moskau-Korrespondent, von 1996 bis 1999 als Washington-Korrespondent für die dänische Tageszeitung Berlingske Tidende. Im Jahr 1999 wechselte Rose zur Jyllands-Posten, für die er zunächst als Moskau-Korrespondent arbeitete. Von 2004 bis 2010 verantwortete Rose das Kulturressort der Jyllands-Posten, ab 2010 das Auslandsressort. Rose ist mit einer Russin verheiratet.

## Wirken
Bis zur Veröffentlichung der Mohammed-Karikaturen wurde Roses journalistisches Wirken wesentlich von seiner Beschäftigung mit der Sowjetunion bzw. Russland bestimmt.
Als Kulturchef der Jyllands-Posten gab Rose die Mohammed-Karikaturen in Auftrag, die am 30. September 2005 in der Zeitung veröffentlicht wurden. Rose wollte damit ein Zeichen gegen eine von ihm wahrgenommene Selbstzensur im Zusammenhang mit Islam-Themen setzen. Die Veröffentlichung der Karikaturen löste eine schwere politische Krise aus. Rose erhielt als verantwortlicher Redakteur zahlreiche Morddrohungen. Er steht seitdem unter Polizeischutz.
Seit der in Dänemark so genannten „Mohammed-Krise“ beschäftigt sich Rose verstärkt mit Themen wie Meinungs- und Pressefreiheit, Selbstzensur und Islam. Rose tritt für eine sehr weitgehende Freiheit der Meinungsäußerung nach US-amerikanischem Vorbild ein, verbunden mit Kritik an gewissen Einschränkungen der Meinungsfreiheit in vielen europäischen Ländern. Nach Tøger Seidenfaden, dem ehemaligen Chefredakteur der Kopenhagener Tageszeitung Politiken, hat Rose hier das Thema seines Lebens gefunden.
Im Anschluss an die „Mohammed-Krise“ unternahm Rose eine längere Reise in die USA, wo er unter Anderen Francis Fukuyama, Bill Kristol, Richard Perle und Bernard Lewis interviewte. Die Interviews wurden u. a. in der New York Times und der Jyllands-Posten veröffentlicht. Im Anschluss an die Reise fasste Rose das Material in dem 2006 erschienenen Buch Amerikanske stemmer ("Amerikanische Stimmen") zusammen.
Im Jahr 2010 erschien Tavshedens Tyranni („Tyrannei des Schweigens“). Das Buch wurde in Dänemark breit rezipiert und erlangte auch im Ausland Aufmerksamkeit.
Tøger Seidenfaden nannte das Werk ein „großes und engagiertes Buch über die Mohammed-Krise“, sparte jedoch auch nicht mit Kritik an gewissen Prämissen und Inhalten. Das Buch wurde für den renommierten Cavling-Preis nominiert.
2021 zitierte Rose Benjamin Franklin und erläuterte dazu in der Weltwoche:

„Wer Freiheit aufgibt, um vorübergehend etwas Sicherheit zu gewinnen, hat weder Freiheit noch Sicherheit verdient.  …, jedes Mal, wenn wir ein Stückchen Freiheit gegen Sicherheit eintauschen (…), können wir sicher sein, dass wir weniger Freiheit haben, aber wir können nicht sicher sein, dass wir mehr Sicherheit haben werden.“

## Ehrungen
- 2007: Sappho-Preis der dänischen Trykkefrihedsselskab (Gesellschaft für Pressefreiheit)[7]
- 2007: Laust-Jensen-Preis, gestiftet vom ehemaligen Chefredakteur der Jyllands-Posten, Laust Jensen[8]
- 2016: "Milton Friedman Prize for Advancing Liberty" des US-amerikanischen Cato Institute, dotiert mit 250.000 US$[9]
- 2016: Weekendavisens litteraturpris für De besatte

## Bücher (Auswahl)
- Katastrofen der udeblev, Gyldendal 1998, ISBN 8700289280.
- Amerikanske stemmer, Jyllands-Postens Forlag 2006, ISBN 87-91389-86-0.
- Tavshedens Tyranni, Jyllands-Postens Forlag 2010, ISBN 9788776921491.

## Übersetzungen aus dem Russischen
- Wiktor Petrowitsch Astafjew: Den sørgmodige detektiv, 1987, ISBN 978-87-7456-306-8. (Deutsch: Der traurige Detektiv)
- Anatoli Naumowitsch Rybakow: Børn af Arbat, 1987, ISBN 87-00-72952-3. (Deutsch: Die Kinder vom Arbat).
- Michail Sergejewitsch Gorbatschow: Perestrojka, nytænkning i russisk politik, 1987 (neben Bent Jensen u. a.).
- Anmartin Broide: 3 x tak til kammerat Stalin: min barndom og ungdom i Rusland 1936-54, 1988, ISBN 87-7456-320-3.
- Boris Nikolajewitsch Jelzin: Mod strømmen, 1990, ISBN 87-570-1409-4.